# Love at First Sight
A Love at First Sight című dal az ausztrál énekes-dalszerző Kylie Minogue 8. Fever című stúdióalbumának harmadik kimásolt kislemeze (Észak-Amerikában a második), amely 2002. június 3-án jelent meg. A dal, amelyet Minogue, Richard Stannard, Julian Gallagher, Ash Howes, és Martin Harrington írt, nem kapcsolódik az azonos címet viselő dalhoz, mely Minogue első Kylie 1988-as albumán jelent meg. Zeneileg a "Love at First Sight" egy dance-pop, és nu-disco dal, amely lírailag leírja, hogy az énekes első látásra beleszeret valakibe.
A "Love at First Sight" általában pozitív kritikákat kapott a zenekritikusoktól. A kritikusok többsége dicsérte a dal kereskedelmi vonzerejét, és kompozícióját. Kisebb kritika érte Minogue "Fever" kislemezeinek produkciós hasonlóságait. A dal kereskedelmileg sikeres volt világszerte. Hazájában, Ausztráliában az ARIA kislemezlistán a 3. helyen végzett, az Egyesült Királyságban pedig a 2. helyen debütált, és végzett a brit kislemezlistán. Kanadában, Dániában, Írországban, Spanyolországban, és Új-Zélandon is Top 10-es helyezett volt. Az Egyesült Államokban a dal a Billboard Hot 100-as lista 23., míg a Dance Club Songs listán az 1. helyezést érte el. 
A "Love at First Sight" című dalhoz tartozó klipet Johan Renck rendezte, melyben Minogue-t és tartalék táncosait futurisztikus útvesztőben forgatják egyetlen mozdulattal. A dalt először a KylieFever2002 turnén adták elő, és az Anti Tour kivételével minden turnén előadásra került. A "Love at First Sight" című dalt Grammy-díjra jelölték a legjobb táncdal kategóriájában a 45. Grammy-díjátadón, ami Minogue első Grammy jelölése lett. 

## Előzmények és megjelenés
A Fever album és későbbi kislemezei a Can’t Get You Out of My Head és In Your Eyes kezdeti sikerét követően Minogue kiadója a Parlophone úgy döntött, hogy kiad egy harmadik kislemezt világszerte. Minogue számos producert bevont, köztük Richard Stannard-ot, és Julian Gallaghert a Biffcótol, akik korábban Minogue-val dolgoztak. A duó írta a "Love at First Sight" című dalt, Ash Howes és Martin Harrington mellett. A Fever kislemezeként a harmadik, az Észak-Amerikában a második kislemezként jelent meg 2002. június 3-án. A kislemez borítóját Nick Knight fényképezte. 2002-ben Minogue elindította Love Kylie fehérnemű kollekcióját, és felkérte Knight-ot, hogy fotózza le, és népszerűsítse, melyet később felhasználtak újra a "Love at First Sight" című műhöz. Knight a Come into My World című dalban is együtt dolgozott Minogue-val. Az első alkotás Minogue aktját ábrázolja kék háttér előtt, a második pedig Minogue közeli képét, vörös árnyalattal.

## Összetétel
A Richard Stannard és Julian Gallagher által készített "Love at First Sight" egy dance-pop, és nu-disco dal, amely annak az időszaknak a végén született, amikor a mainstream dance-pop zene asszimilálta a francia house zenét. A dal house zene elemeket tartalmaz. A "Love at First Sight" című dal, ahogy a címe is mutatja, első látásra beleszeret valakibe. Jacqueline Hodges a BBC Music munkatársa szerint a címadó dallal együtt azt mondta: "Használjon csábító szövegeket, és szuggesztív zihálást a nem túl finom időbeosztás alátámasztására". A "Love at First Sight" két változata lézetik. Az eredeti 2001-es album verzió, amely 3 perc 57 másodpercig tart, és az Észak-Amerikai remix. A Ruff and Jam által remixelt változat a Fever 2002-es speciális kiadás bónuszlemezén valamint a "Love at First Sight" 12-es bakelit lemezén jelent meg.

## Kritikák
A „Can't Get You Out of My Head” és a „Love at First Sight” az elmúlt öt év két legjobb dala, mindkettő tökéletes szintézisét adja Kylie pophercegnő vonzerejének és csodálatra méltó felfedezésének a kísérleti elektronikus zenében. A 'Love at First Sight' talán még jobb, poposabb és még furcsább dal. Kylie-nek volt mersze, hogy alapvetően átírja Daft Punk halhatatlan „Digital Love” című művét, és valahogy talán még tökéletesebbé is tette, mint amilyen volt. Ezek a dalok szupersűrű hangkollázsok, tele apró furcsa apró részletekkel, amelyek jutalmazzák a fejhallgatós hallgatást, miközben bátorítják, esetleg megkövetelik a táncot.
A "Love at First Sight" pozitív kritikákat kapott a zenekritikusoktól. Chris True (Allmusic) kedvezően fogadta a dalt, mondván: "Az olyan dalok, mint a Give It to Me" és a "Love at First Sight" érettsége segít meghaladni ezt a korlátozó címkét, így ez egy nagyon stílusos eurodance dal, mely minden korosztály számára vonzó lesz. Alex Needham az NME-től azt mondta, hogy a dal "egy döcögős diszkóvihar". míg Alexis Petridis a The Guardian-tól azt mondta: "Akárcsak Robbie Williams dalai, a Fever számai is nagyok a könnyen emészthető EDM-referenciákon. A "Love at First Sight" ugyanazokat a dadogó diszkómintákat tartalmazza, mint a Stardust 1998-as dala a "Music Sounds Better with You". Michael Hubbard a musicOHM-től különösen pozitívan értékelte a dalt, melyet "roppanósnak" nevezett, és azt mondta továbbá: "Nehéz lenne meghatározni egy döcögős számot ezen a lemezen, de a kislemezekre a lenyilvánvalóbb jelöltek az album elején vannak – akárcsak az első két dala –, különösen az üvöltő vidámság a "Love at First Sight". Jason Thompson a PopMatters-től azt mondta, hogy a dal "egy pokolian szexi dallamdallal nyílik meg a hallgató előtt, és az egyik legszexisebb, legfunkisabb klasszikus diszkó dal, amely soha nem volt...eddig. Jacqueline Hodges a BBC Music-tól a Modjo munkásságához hasonlította a dalt.
Az "Abbey Road Sessions" változat a legtöbb kritikustól vegyes értékelést kapott. Robert Corpsey a Digital Spy-tól azt mondta, hogy az On a Night Like This, a "Love at First Sight" és a Can’t Get You Out of My Head olyan dalok, amelyek "mindegyiktől megfosztották a csillogást, és megengedték a dalszövegeket, hogy előtérbe kerüljenek". A Virgin Media egyik kritikusa pozitívan nyilatkozott, és azt mondta, hogy a "Love at First Sight" édes folk rock tészta Jack Johnson vagy Jason Mraz formájában. Susanna Novas a What Culture-tól azonban azt mondta, hogy a "Love at First Sight" mélypont volt, majd hozzátette, hogy a dal Kylie egyik legikonikusabb kislemeze, amely Taylor Swift kezelésben részesül, és ez nem bók. Philip Matusavage a musicOHM-tól megjegyezte: "Ha 25 évnyi popklasszikusra támaszkodhatunk, az azt jelenti, hogy itt nem lehet vitatkozni a dalok minőségével, ami elég ahhoz, hogy az album ne legyen teljes kudarc. Ez sehol sem egyértelműbb, mint a zsibongó "Love at First Sight" című műben, amelynek euforikus izgalma átüt, annak ellenére, hogy itt sajnos inkább a Lighthouse Family jut eszembe".

### Elismerések
2003-ban a "Love at First Sight"-ot Grammy-díjra jelölték a legjobb táncdal kategóriában. Ez lett Minogue első Grammy jelölése és egymást követően ugyanabban a kategóriában jelölték a Come into My World című dalt, amelyet 2004-ben meg is nyert. A Slow című dalt 2005-ben, és az I Believe in You című dalt 2006-ban jelölték. Minogue abban az évben február 8-án részt vett a Los Angeles-i Staples Centerben megrendezett Grammy-díjátadón. Minogue vereséget szenvedett a Dirty Vegas "Days Go By" című dalával szemben. 2003-ban a "Love at First Sight" című daltGrammy-díjra jelölték, majd az In Your Eyes című dallal együtt Ivor Novello díjra, de veszített a Liberty X "Just a Little" című dalával szemben. 2009-ben a Pitchfork a 208. helyre sorolta a dalt a The Top 500 Tracks of the 2000s listáján. 2012-ben Jason Lipshutz a Billboard-tól a saját "Kylie Minogue Primer: The Top 10 Past Hits You Need to Know" listáján a 6. helyre helyezte a dalt. A "Love at First Sight" egy táncdal, amely annyira magabiztos hogy 70 másodperc alatt teljesen lekapcsol, így Minogue hangja két soron keresztül lebeg az éterben, majd diadalmasan visszatér, csillapítva hallgatója éhes szomját".

## Kereskedelmi sikerek
A "Love at First Sight" a 2. helyen debütált, és végzett az Egyesült Királyság kislemezlistáján. Elvis Presley and JLX "A Little Less Conversation" című remixe letaszította az első helyről. A kislemez arany minősítést kapott a BPI által a 400.000 db eladott példányszám és streamelés alapján. Ausztráliában a kislemez a 3. helyet érte el az ARIA slágerlistáján, majd nyolc hétig maradt slágerlistás helyezett, így platina minősítést kapott az ARIA által a 70.000 eladott példányszám alapján. Új-Zélandon a kislemez a 45. helyen debütált a hivatalos új-zélandi kislemezlistán, és végül a 9. helyet érte el. Tizennyolc hétig maradt slágerlistás helyezett. A RMNZ által arany minősítést kapott a 7500 eladott példányszám alapján. Az Egyesült Államokban a dal a 23. helyen állt a Billboard Hot 100-on amely a harmadik legjobb kislemeze lett az 1988-as The Loco-Motion (3.helyezett ) és a "Can't Get You Out of My Head" (7. helyezett). A dal a Dance Club Songs listán az első, a Mainstream Top 40 listán a 10. helyezett volt. Kanadában a kislemez az 5. helyet érte el, és több mint 134.000 darabot adtak el belőle, ezzel Minogue második legkelendőbb lemeze lett az országban a Nielsen SoundScan szerint.

## Videoklip

### Előzmények
A dalhoz tartozó klipet Johan Rench rendezte, melyet 2002 májusában forgattak Dublinban. A forgatás két napig tartott, és több segítségre, és stylistra volt szükség, hogy segítsék Minogue-t, és a táncosokat. A videó elkészítéséről a "Love at First Sight" DVD-n láthatóak a forgatás pillanata, valamint a videó forgatásán táncoló Minogue-ról különböző felvételeket mutatnak be. Erről egy fotógaléria is látható a lemezen. 
A "Love at First Sight" című videó a geometrikus formák mozgó égboltjával kezdődik. Lemegy egy lépcsőházba, amelyet digitálisan bővítenek, és Minogue látható, ahogyan lesétál a lépcsőkön. Miközben Minogue a dalra táncol, a kamera több irányba fordul, hogy megmutassa a szoba elrendezését. A kórusban tartalék táncosok szerepelnek egy felső állványon. A második versszakban egy kórusban Minogue táncol, a falakon megjelenő különböző mintákkal. A falak kivágásaiból geometrikus épületek jelennek meg a háttérben, bemutatva ezzel egy futurisztikus várost, mely hasonló a "Can't Get You Out of My Head" című videóhoz. Az utolsó refrénnel az éjszakai égbolt látható, és az összes táncos a háttérben, miközben Minogue énekli a dalt. A videó azzal ér véget, hogy a táncosok Minogue mögé húzódnak, miközben különböző geometriai alakzatokkal az éjszakai égboltra pásztáznak.

## Élő előadások

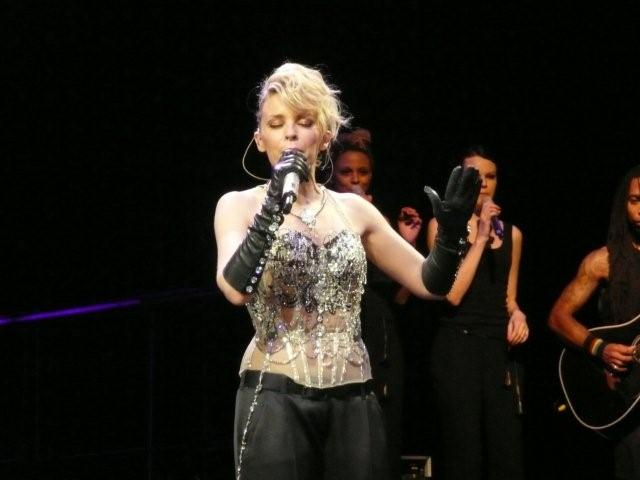
Minogue előadja a dalt a KylieX2008 turnén.

A "Love at First Sight" Észak-Amerikai remixét 2002. július 17-én adták elő az MTV-n az Egyesült Államokban. Ekkor Minogue fehér felsőt viselt, metál nadrággal, és a kísérőtáncosaival a videóban szereplő jelmezeket viselték. Ezután a dalt a The Tongight Show with Jay Leno című éjszakai showműsorban adta elő, illetve számos élő műsorban elhangzott a dal, köztük az iHeartRadio-n és a Jools Hollandon.
A "Love at First Sight" bekeerült a KylieFever2002 turné nyitószegmensébe, amelyet a Fever stúdióalbum népszerűsítésére indítottak. 2003-ban előadta a dalt a Money Can't Buy című koncerten, mellyel Minogue a Body Language című 9. stúdióalbumának reklámozására használtak fel. 2005-ben a Showgirl: The Greatest Hits Tour hangzott el a dal, azonban Minogue nem tudta befejezni a turnét, mivel korai mellrákot diagnosztizáltak nála, és le kellett mondania a turné ausztrál állomásait. A kezelés, és gyógyulás után 2007-ben folytatta a koncertturnéját Showgirl: The Homecoming Tour néven, és felvette a dalt a játszási listájára. 2008-ban a dalt a KylieX2008 turnén is előadta az X stúdióalbum reklámozására. Az utolsó rész egyik ráadásdalaként adták elő a dalt. 2009-ben a For You, For Me Tour is elhangzott a dal, mely az első koncertkörútja volt Észak-Amerikában. A dalt a "Can't Beat the Feeling"-gel keverve adta elő az Aphrodite: Les Folies Tour során, amelyet 11. Aphrodite (2018) stúdióalbumának reklámozására indítottak.
Minogue a 2014-es Nemzetközösségi Játékok záróceremóniáján adta elő a "Love at First Sight" -t , a hét dalból álló szett részeként. A dalt a Kiss Me Once Tour és a Kylie Summer 2015 turné utolsó szakaszának egyik ráadásaként használták.

## Formátumok és számlista
| Ausztrál CD single 1. "Love at First Sight" – 3:59 2. "Can't Get Blue Monday Out of My Head" – 4:01 3. "Baby" – 3:47 4. "Love at First Sight" (Ruff & Jam Club Mix) – 9:31 5. "Love at First Sight" (Twin Master Plan Mix) – 5:58 6. "Love at First Sight" (The Scumfrog's Beauty and the Beast vocal edit) – 4:26 Ausztrál és UK DVD single 1. "Love at First Sight" (video) 2. "Love at First Sight" (Ruff & Jam Lounge Mix) (audio) 3. "Making Love at First Sight" (four video excerpts) UK CD1 1. "Love at First Sight" – 3:57 2. "Can't Get Blue Monday Out of My Head" – 4:01 3. "Baby" – 3:47 4. "Love at First Sight" (video) | UK CD2 1. "Love at First Sight" – 3:59 2. "Love at First Sight" (Ruff & Jam Club Mix) – 9:31 3. "Love at First Sight" (The Scumfrog's Beauty and the Beast Vocal Edit) – 4:26 UK 12-inch bakelit A1. "Love at First Sight" A2. "Love at First Sight" (Kid Creme Vocal Dub) A3. "Can't Get Blue Monday Out of My Head" B1. "Love at First Sight" (The Scumfrog's Beauty and the Beast vocal mix) B2. "Love at First Sight" (The Scumfrog's Beauty and the Beast acapella) Európai CD single 1. "Love at First Sight" – 3:57 2. "Can't Get Blue Monday Out of My Head" – 4:01 |

## Slágerlista
| Slágerlista (2002)                    | Legjobb helyezések |
| ------------------------------------- | ------------------ |
| Ausztrália (ARIA)                     | 3                  |
| Australia (ARIA Dance)                | 1                  |
| Ausztria (Ö3 Austria Top 40)          | 29                 |
| Belgium (Ultratop 50 Flanders)        | 25                 |
| Belgium (Ultratop 50 Wallonia)        | 29                 |
| Belgium Dance (Ultratop Flanders)     | 1                  |
| Canada (Nielsen SoundScan)            | 5                  |
| Canada Radio (Nielsen BDS)            | 8                  |
| Canada AC (Nielsen BDS)               | 26                 |
| Canada CHR/Top 40 (Nielsen BDS)       | 2                  |
| Croatia (HRT)                         | 7                  |
| Czech Republic (IFPI)                 | 7                  |
| Dánia (Tracklisten Top 40)            | 6                  |
| Europe (Eurochart Hot 100)            | 6                  |
| Finnország (Singlet Top 20)           | 18                 |
| Franciaország (Single Top 100)        | 33                 |
| Németország (Media Control Charts)    | 16                 |
| Greece (IFPI Greece)                  | 1                  |
| Magyarország (Rádiós Top 40)          | 11                 |
| Magyarország (Single Top 40)          | 6                  |
| Írország (IRMA)                       | 7                  |
| Olaszország (FIMI)                    | 8                  |
| Hollandia (Top 40)                    | 15                 |
| Hollandia (Single Top 100)            | 22                 |
| Új-Zéland (Recorded Music NZ)         | 9                  |
| Poland (Polish Airplay Charts)        | 6                  |
| Romania (Romanian Top 100)            | 3                  |
| Skócia (Scottish Singles Top 40)      | 2                  |
| Spanyolország (PROMUSICAE)            | 7                  |
| Svédország (Sverigetopplistan)        | 36                 |
| Svájc (Schweizer Hitparade)           | 22                 |
| Egyesült Királyság (UK Singles Chart) | 2                  |
| US Billboard Hot 100                  | 23                 |
| US Hot Dance Club Songs (Billboard)   | 1                  |
| US (Dance Singles Sales)              | 12                 |
| US Hot Latin Songs (Billboard)        | 31                 |
| US Mainstream Top 40 (Billboard)      | 10                 |
| US Rhythmic (Billboard)               | 36                 |

| Slágerlista (2002)                | Helyezések |
| --------------------------------- | ---------- |
| Australia (ARIA)                  | 67         |
| Australian Dance (ARIA)           | 9          |
| Canada (Nielsen SoundScan)        | 68         |
| Ireland (IRMA)                    | 86         |
| New Zealand (Recorded Music NZ)   | 37         |
| Switzerland (Schweizer Hitparade) | 95         |
| UK Singles (OCC)                  | 55         |
| UK Airplay (Music Week)           | 1          |
| US Dance Club Play (Billboard)    | 5          |
| US Mainstream Top 40 (Billboard)  | 62         |

## Minősítések
| Régió                    | Minősítés | Eladott példányszám |
| ------------------------ | --------- | ------------------- |
| Ausztrália (ARIA)        | arany     | 35 000^             |
| Új-Zéland (RMNZ)         | arany     | 5 000*              |
| Egyesült Királyság (BPI) | arany     | 400 000‡            |
| Egyesült Államok         |           | 134.000             |

## Megjelenések
| Ország             | Dátum            | Formátum(ok)                                 | Label(s)          | Ref(s).       |
| ------------------ | ---------------- | -------------------------------------------- | ----------------- | ------------- |
| Ausztrália         | 2002. június 3.  | CD single                                    | Festival Mushroom |               |
| Egyesült Államok   | 2002. június 3.  | Contemporary hit rhythmic contemporary radio | Capitol           | [ 85 ]        |
| Egyesült Királyság | 2002. június 10. | CD single · 12"                              | Parlophone        | [ 86 ] [ 87 ] |